# Walk-over
Walk-over is een uit het Engels afkomstige sportterm en betekent: een overwinning behalen bij gebrek aan tegenstander(s), doordat die niet kwamen opdagen, forfait gaven of werden gediskwalificeerd.
De term is afkomstig uit de paardenrensport. Het reglement van de "Jockey Club" stipuleert dat, wanneer er slechts één paard in een race loopt, dit enkel "over de lijn hoeft te wandelen" (to walk over the line) om te winnen.
De term walk-over gebruikt men bijvoorbeeld in het tennis of badminton wanneer de tegenstander niet opdaagt en men zonder te spelen de partij wint.
"Walk-over" wordt ook in bredere zin gebruikt, om een overwinning aan te duiden die werd behaald zonder dat men zich daarvoor heeft moeten inspannen, omdat de tegenstand veel te zwak was.